# Roodbont heide-uiltje
Het roodbont heide-uiltje (Anarta myrtilli) is een nachtvlinder uit de familie van de uilen (Noctuidae).

## Determinatie
De voorvleugellengte bedraagt 10–12 mm. De grondkleur van de voorvleugels is roodbruin met een witte en grijze tekening, waarvan vooral een witte vlek midden op de vleugel opvalt. De franje is geblokt. De achtervleugel is geel met een brede zwarte zoom. De franje van de achtervleugel is wit.

### Gelijkende taxa
Het roodbont heide-uiltje kan lijken op de granietuil. De laatstgenoemde soort is iets groter en heeft een vuilbruine achtervleugel.

## Ecologie
Het habitat van het roodbont heide-uiltje omvat hoofdzakelijk heiden. De soort wordt veel gevonden in vegetatie van de klasse van droge heiden, de klasse van hoogveenbulten en natte heiden en de klasse van heischrale graslanden. De waardplanten van het roodbont heide-uiltje zijn struikhei en gewone dophei. De rups is te vinden van juni tot april. De soort overwintert als rups of pop.

## Verspreiding
De soort komt verspreid over Europa voor.

### In Nederland en België
Het roodbont heide-uiltje is in Nederland een vrij algemene en in België een zeldzame soort, die verspreid over het hele gebied kan worden gezien waar de waardplanten groeien. De vlinder kent twee of soms drie jaarlijkse generaties die vliegen van halverwege april tot in oktober.